# Untersuchungen über die französische Revolution
Untersuchungen über die französische Revolution ist ein 1793 bei Christian Ritscher in Hannover und Osnabrück erschienenes Werk des deutschen Staatsrechtlers und politischen Publizisten August Wilhelm Rehberg (1757–1836). Es gehört zu den frühesten deutschen Reaktionen auf die Französische Revolution aus konservativer Perspektive.

## Inhalt
Rehbergs Schrift beruht auf einer Sammlung von Artikeln, die zwischen 1790 und 1793 in der Jenaischen Allgemeinen Literatur-Zeitung erschienen waren. Der Autor kritisiert darin die politischen und philosophischen Grundlagen der Revolution, insbesondere das Konzept allgemeiner Menschenrechte, den Gesellschaftsvertrag und die Idee, politische Ordnung auf rein rationalen Prinzipien neu zu begründen. Stattdessen betont er die Bedeutung historisch gewachsener Institutionen und der sozialen Ordnung.

## Wirkung
Rehbergs konservative Kritik wurde von Zeitgenossen wie Johann Gottlieb Fichte zurückgewiesen, der sich 1793 in seinem Werk Beitrag zur Berichtigung der Urteile des Publikums über die französische Revolution explizit gegen Rehbergs Positionen wandte. 
In der politischen Ideengeschichte wird Rehbergs Schrift häufig im Zusammenhang mit der konservativen Gegenbewegung zu 1789 eingeordnet. Autoren wie Hans Maier und Reinhart Koselleck ziehen Parallelen zu Edmund Burkes Reflections on the Revolution in France (1790).

## Textausgaben
- Untersuchungen über die französische Revolution nebst kritischen Nachrichten von den merkwürdigsten Schriften welche darüber in Frankreich erschienen sind. Hannover und Osnabrück: Christian Ritscher, 1793. (Digitalisat, Bayerische Staatsbibliothek)